# 斯塔米爾 (印第安納州)
斯塔米爾（英語：Star Mill）是位於美國印地安納州拉格蘭奇縣的一個非建制地區。該地的面積和人口皆未知。